# Katarskie Siły Powietrzne
Katarskie Siły Powietrzne (Emirskie Siły Powietrzne Kataru) stacjonują głównie w bazie Al-Gharia i w nieczynnym międzynarodowym porcie lotniczym Doha.

## Historia i wyposażenie
W przeszłości wojska lotnicze wykorzystywały samoloty Dassault Mirage F1 i Hawker Hunter, po wycofaniu się jednostek brytyjskich. Od momentu uzyskanie niepodległości i stworzenia sił powietrznych w 1974 roku zaopatrywano się wyłącznie w Wielkiej Brytanii i Francji. Pierwsze większe doświadczenie uzyskano podczas Pierwszej Wojny w Zatoce Perskiej. W ramach koalicji dokonywano nalotu na Irak oraz przekazano lotnisko w Doha dla sojuszników. Ówcześnie wyszły braki w systemach identyfikacji samolotów. Koniecznym stała się identyfikacja wzrokowa. Dla bezpieczeństwa uziemiono początkowo Mirage-2000 ze względu na posiadanie tego systemu przez wrogie myśliwce..
W 1997 roku zakupiono samoloty Mirage 2000 czego warunkiem miało być przekazanie starszych Mirage F1, które trafiły do Hiszpanii. Samoloty te wzięły w lotach nad Libią, we współpracy z sojusznikami. Samoloty Mirage oszczędnie użytkowane posiadały spore resursy zapowiadają długą służbę lub późniejszą próbę sprzedaży. Dla zwiększenia możliwości lotnictwa zbudowano drugą bazę w Al Udeid. Jest to strategiczna baza ze względu na amerykański kontyngent i zdolność operowania samolotami B-52.
Siły powietrzne zorganizowane są w grupy podległe 1 skrzydłu myśliwców i 2 skrzydłu śmigłowców. Podstawą bojowym sił lotniczych jest 7 eskadra wywalczania przewagi powietrznej, z samolotami Dassault Mirage 2000 w wersjach EDA i DDA. Z kolei samoloty typu Dassault/Dornier Alpha Jet wykorzystywane są jako samoloty szturmowe. Aérospatiale SA-342L Gazelle uzbrojone w pociski HOT to śmigłowce przeznaczone do bliskiego wsparcia wojsk lądowych. Pozostałe śmigłowce typu Westland Commando Mk2 służą do transportowania ludzi i sprzętu (wersja A), oraz przewozu VIP-ów (wersja C). W najbliższym czasie podstawowym śmigłowcem stanie się AgustaWestland AW139. Transport strategiczny zapewniają Boeing C-17 Globemaster III i Lockheed C-130J-30 Super Hercules. W 2012 zamówiono 24 szkolne Pilatus PC-21.
Szkolenia pilotów odbywają się w Arabii Saudyjskiej, Jordanii lub Wielkiej Brytanii.

## Modernizacja w drugiej dekadzie XXI wieku
W latach 2016–2017 podpisano kontrakty na dostawę trzech typów myśliwców wielozadaniowych dla sil powietrznych.
29 marca 2016 roku podpisano umowę na zakup dwudziestu czterech francuskich myśliwców wielozadaniowych Dassault Rafale. Podana wartość umowy to 6,7 miliarda euro. Zamówienie obejmuje osiemnaście samolotów jednomiejscowych i sześć dwumiejscowych. W 2017 roku zamówienie zwiększono do trzydziestu sześciu sztuk, nie podano jednak, w jakich wersjach będą dodatkowe egzemplarze.
10 grudnia 2017 roku Katar złożył zamówienie na dostawę dwudziestu czterech myśliwców wielozadaniowych Eurofighter Typhoon za 6 miliardów funtów. Dostawy mają się rozpocząć pod koniec 2022 roku
Również w grudniu 2017 roku zawarto również umowę na dostawę amerykańskich myśliwców wielozadaniowych F-15QA (wersja samolotu Boeing F-15E Strike Eagle). Katar otrzyma trzydzieści sześć maszyn za 6,17 miliarda dolarów, mają one być dostarczone do końca 2022 roku. Katar otrzymał pozwolenie na zakup aż siedemdziesięciu dwóch F-15QA.
Łącznie katarskie lotnictwo otrzyma blisko sto nowoczesnych myśliwców wielozadaniowych, co jest oceniane jako liczba znacznie wyższa niż faktyczne potrzeby wojskowe i dowód, że zakupy te mają w dużej mierze charakter polityczny.

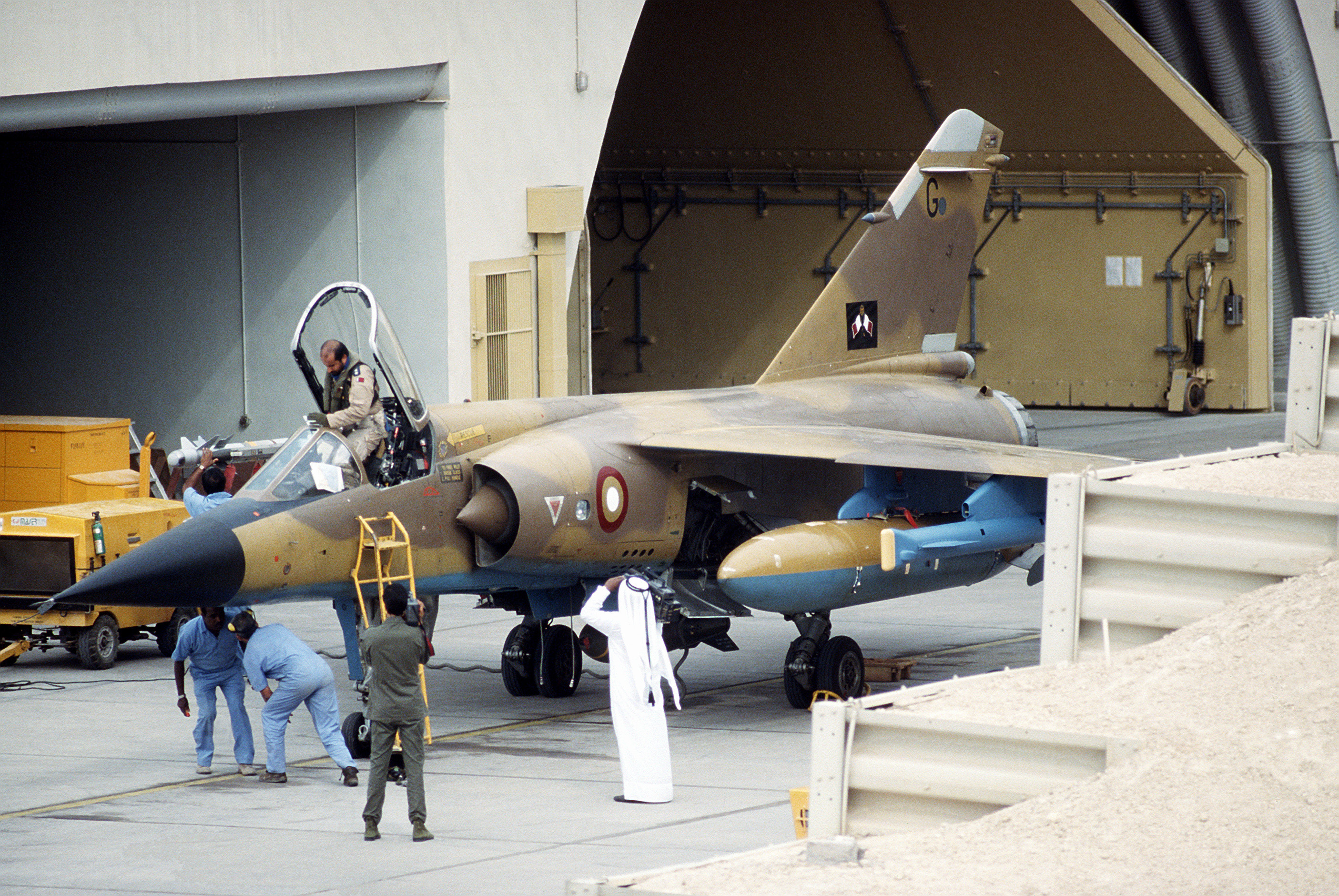
Jeden z katarskich Mirage F1EDA w 1991
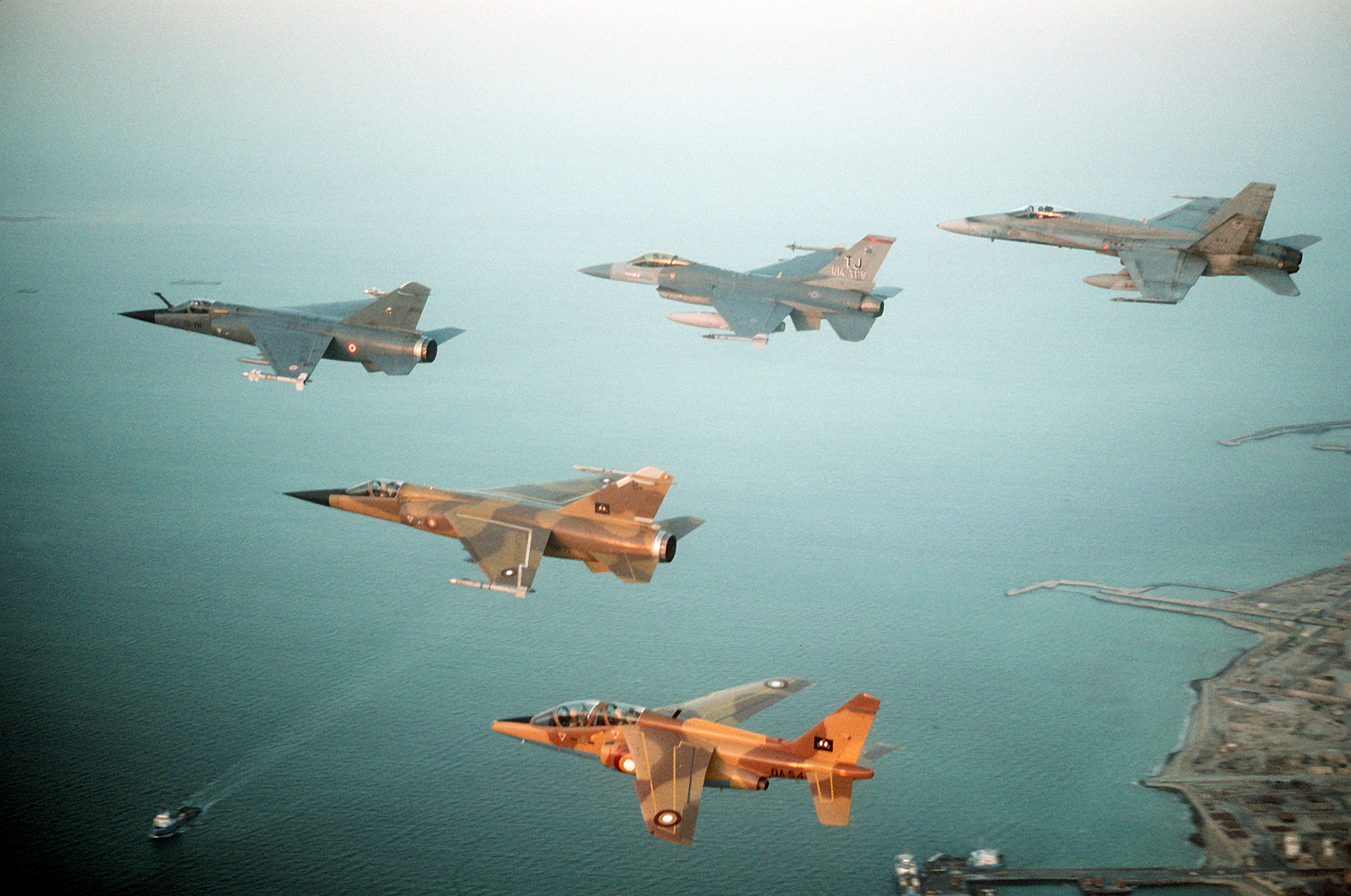
Mirage F1 i Alpha Jet w 1992
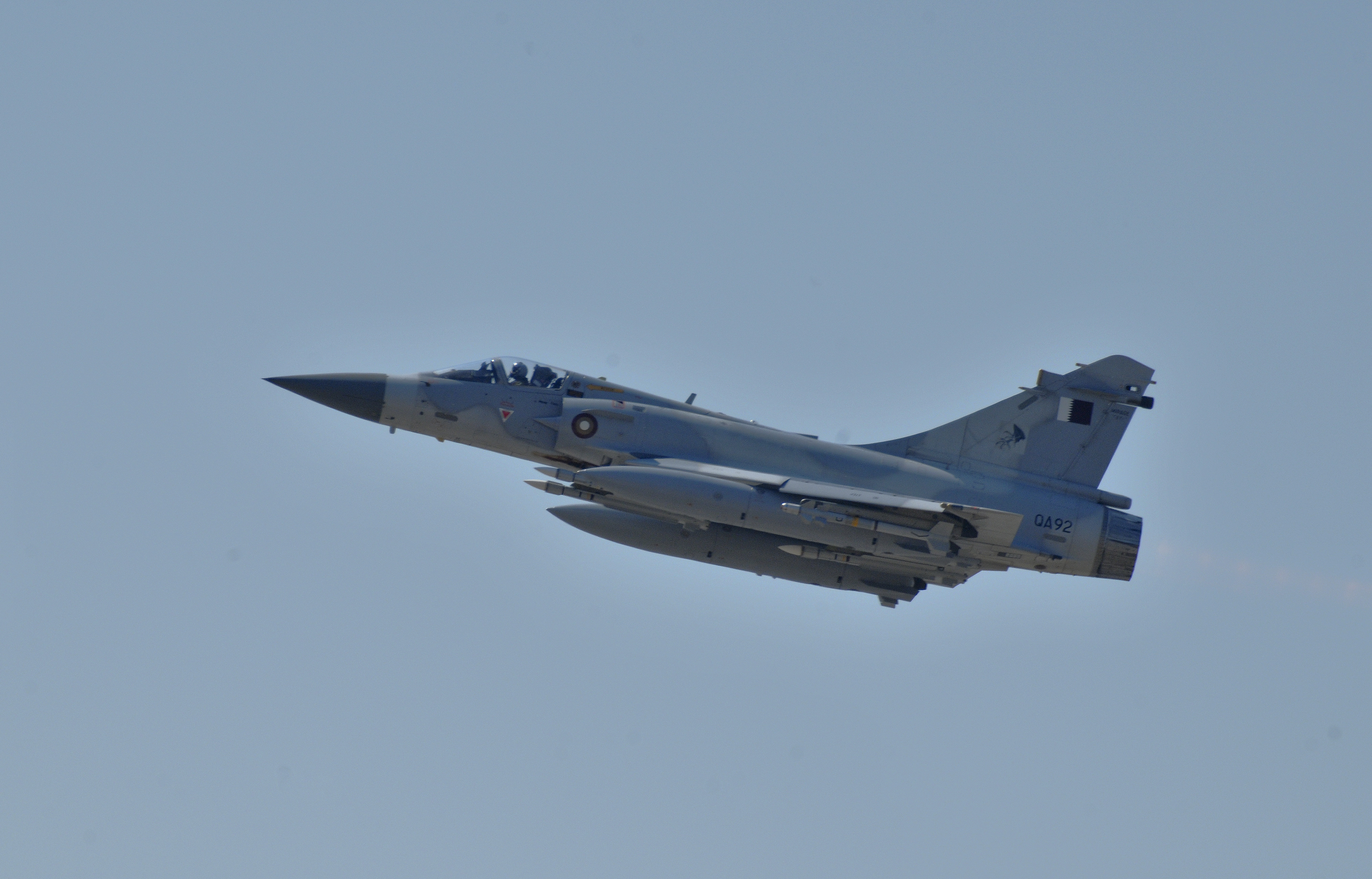
Katarski Mirage 2000-5EDA podczas interwencji w Libii w 2010 roku
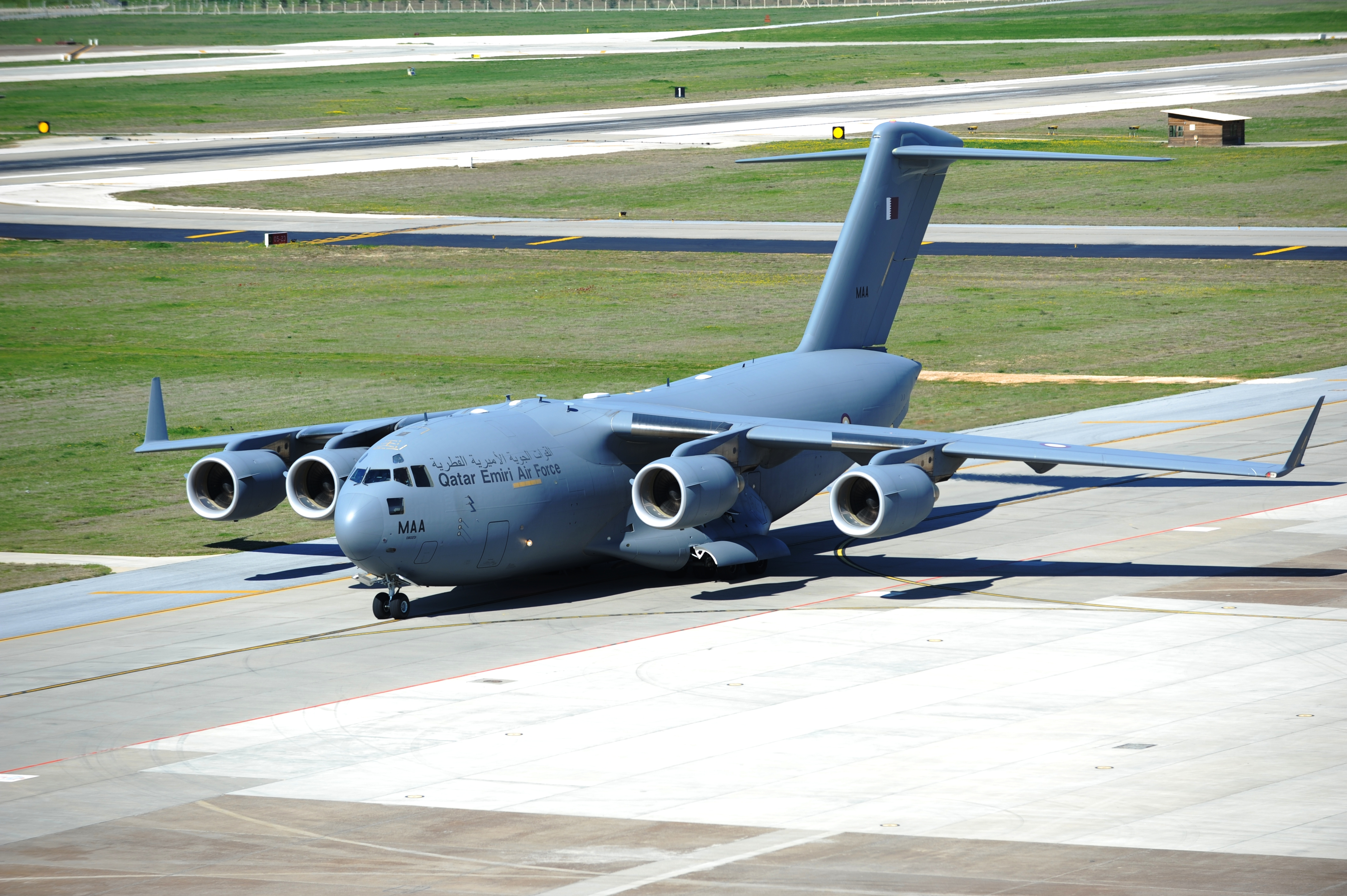
Katarski C-17A w 2011

## Struktura
Port lotniczy Doha
- 1 Skrzydło Myśliwców
  - 7 Eskadra Wywalczania Przewagi Powietrznej – Dassault Mirage 2000 (12 sztuk)
    - 9 Mirage 2000-5EDA
    - 3 Mirage 2000-5DDA

  - 11 Eskadra Bliskiego Wsparcia – Dassault/Dornier Alpha Jet E (6 sztuk)
- 2 Skrzydło Śmigłowców
  - 6 Eskadra Bliskiego Wsparcia – Aérospatiale Gazelle (14 sztuk)
  - 8 Eskadra Zwalczania Okrętów Nawodnych – Westland Sea King Commando Mk 3
  - 9 Eskadra Wielozadaniowa – Westland Sea King Commando Mk 2
- 3 Skrzydło Śmigłowców
  - 20 Eskadra – AgustaWestland AW139 (9 sztuk, zamówiono 18)

Port lotniczy Al Udeid
- Skrzydło Transportowe
  - Eskadra Transportowa – Boeing C-17 Globemaster III (4 sztuki), Lockheed C-130J-30 Super Hercules (4 sztuki)